# Pevnost Arad (Bahrajn)
Pevnost Arad (arabsky: قلعة عراد) je pevnost z 15. století nacházející se v Aradu na ostrově Muhárrak na severu Bahrajnu.
Jedná se o jednu z nejznámějších a nejzachovalejších pevností této ostrovní země, která se tyčí nad několika mořskými průlivy na pobřeží západně od centra města Arad. V minulosti zde existoval obtížně přístupný mořský kanál ovládaný obyvateli ostrova, který bránil nepřátelským plavidlům dostat se do blízkosti pevnosti. Stavba je také dokonalým architektonickým příkladem tehdejších pevností na Arabském poloostrově, které byly běžně využívané pro obranu námořních a pozemních cest.

## Historie
Přesné datum výstavby pevnosti ani bližší informace o jejích počátcích nejsou známy. Styl pevnosti se vyznačuje klasickou arabskou vojenskou architekturou z 15. a 16. století s vysokými zdmi, velkým nádvořím a strážními věžemi, které kdysi poskytovaly obranu proti útočníkům, a její výstavba určitě započala ještě před portugalskou okupací Bahrajnu, protože se objevuje na portugalské mapě Demonstracao da Ilha de Baren z roku 1635. Tato mapa vznikla během obléhání pevnosti portugalskými jednotkami a jsou na ni zakresleny vnější i vnitřní opevněné zdi, což odpovídá současné struktuře opevnění.
Tvar pevnosti je čtvercový a v každém z rohů je věž ve tvaru válce. Je obklopena malým příkopem, který býval naplněn vodou ze studní vrtaných speciálně pro tento účel, pevnost ale sama o sobě nebyla vodním hradem. Na vrcholu všech čtyřech vnějších zdi stejně jako v horní části věží se nachází řadu otvorů pro střelce. Na rozdíl od evropských opevnění se ale nejedná o střílny, ve kterých se střelec nachází uvnitř, ale spíše o výstupky tvarem připomínající nos, za které se obránce mohl skrýt.
Díky své strategické poloze s výhledem na několik mořských průlivů na ostrově Muhárrak byla pevnost využívána de facto po celou dobu své existence, od okupace Bahrajnu Portugalci v 16. století až do vlády Muhammada bin Chalífy Ál Chalífy v 19. století.
Během krátké okupace země Ománci v roce 1800 dobyli pevnost, zesílili opevnění a využili stavbu pro obranu proti místním jednotkám. Z této doby pochází dělo umístěné na vrcholu jižního bastionu, které mířilo přímo na úzký kanál, tvořený útesy na obou stranách.

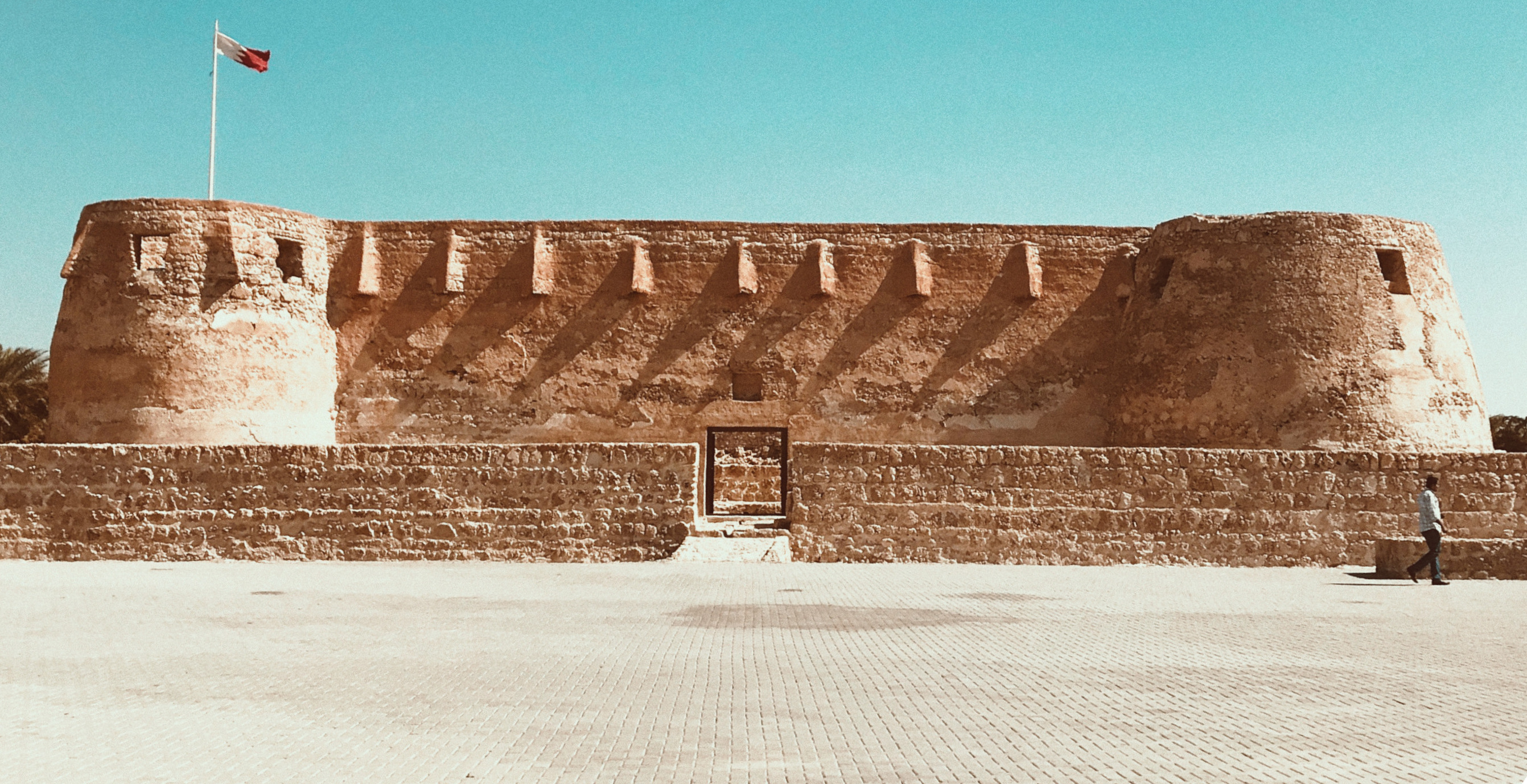
Pevnost Arad

## Rekonstrukce a moderní využití
V letech 1984 až 1987 byla pevnost Arad rekonstruována týmem pod vedením Archie Wallse, architekta a odborníka na konzervaci islámských památek. Kvůli zachování autenticity a historické hodnoty byly použity výhradně tradiční materiály vyskytující se i v původní konstrukci, jako například korály, vápno, písek a palmové dřevo. Po dokončení prací bylo do části zdi, která směřuje k mezinárodnímu letišti v Bahrajnu, zabudováno osvětlení, které svítí na stavbu během nocí. Návštěvníci mohou navštívit interiér pevnosti, kde se nachází výstava o historii, architektuře a archeologii Bahrajnu. Okolní pozemky byly upraveny a tvoří veřejný park.